# Oxana Yatskaya
Oxana Yatskaya née le 22 septembre 1978, est une fondeuse kazakhe. Elle débute en Coupe du monde en 1995. Elle participe aux Jeux olympiques de 1998, 2002, 2006 et 2010. Elle prend part aussi à huit championnats du monde entre 1997 et 2013 avec comme meilleurs résultats une 4e place en relais en 2003 et une 8e place au 30 km classique en 2005 en individuel. Son meilleur classement dans une épreuve de Coupe du monde est une sixième place (finaliste) lors du sprint de Canmore en février 2010.

## Palmarès

### Jeux olympiques
| Épreuve / Édition      | Sprint                           | 5 km                             | 10 km                            | 15 km                            | Poursuite / Skiathlon | 30 km | Relais 4 × 5 km | Sprint par équipes               |
| JO 1998 Sapporo        | Épreuve inexistante à cette date | 27e                              | Épreuve inexistante à cette date | 32e                              | 39e                   | 40e   | 12e             | Épreuve inexistante à cette date |
| JO 2002 Salt Lake City | —                                | Épreuve inexistante à cette date | 24e                              | Épreuve inexistante à cette date | 15e                   | 17e   | 11e             | Épreuve inexistante à cette date |
| JO 2006 Turin          | 46e                              | Épreuve inexistante à cette date | —                                | Épreuve inexistante à cette date | 41e                   | 15e   | 13e             | 9e                               |
| JO 2010 Vancouver      | 32e                              | Épreuve inexistante à cette date | 39e                              | Épreuve inexistante à cette date | 33e                   | 18e   | 9e              | 11e                              |

Légende :
- : pas d'épreuve
- — : non disputée par la fondeuse

### Championnats du monde
| Épreuve / Édition           | Épreuve / Édition           | Trondheim 1997 | Lahti 2001 | Val di Fiemme 2003 | Oberstdorf 2005 | Sapporo 2007 | Liberec 2009 | Oslo 2011 | Val di Fiemme 2013 |
| Sprint                      | Classique                   |                |            |                    | 19e             | 40e          |              |           | 62e                |
| Sprint                      | Libre                       |                | 27e        |                    |                 |              | 51e          | 42e       |                    |
| Sprint par équipes          | Sprint par équipes          |                |            |                    | 7e              | 5e           | 8e           | 13e       | 21e                |
| Poursuite / Skiathlon       | Poursuite / Skiathlon       | 36e            | 30e        | 15e                | 12e             | 28e          | 11e          | 29e       |                    |
| 10 km                       | Classique                   |                | 45e        | 13e                |                 |              | 23e          | 49e       |                    |
| 10 km                       | Libre                       |                |            |                    | 19e             | 14e          |              |           |                    |
| 15 km libre départ en ligne | 15 km libre départ en ligne | 48e            |            |                    |                 |              |              |           |                    |
| 30 km                       | Classique départ en ligne   | 21e            |            |                    | 8e              | 33e          |              |           | Abandon            |
| 30 km                       | Libre départ en ligne       |                |            | 11e                |                 |              | 16e          |           |                    |
| Relais 5 km                 | Relais 5 km                 |                |            | 4e                 | 7e              | 11e          | 10e          | 11e       |                    |

### Coupe du monde
- Meilleur classement général : 30e en 2004.
- Meilleur résultat individuel : 6e.